# Sivapithecus

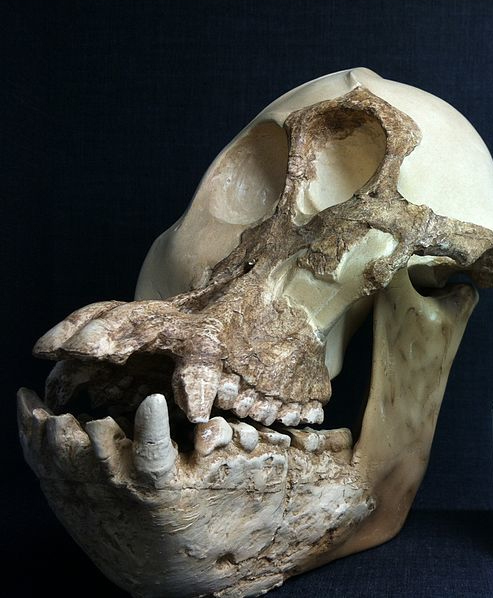
Sivapithecus sivalensis, Rekonstruktion des Fossils GSP 15000

Sivapithecus ist eine ausgestorbene Gattung der Primaten aus der Familie der Menschenaffen (Hominidae). Die jüngeren Funde gelten als rund acht, die älteren als rund 13 Millionen Jahre alt; sie werden also in das Obere und Mittlere Miozän datiert. Die zu Sivapithecus gestellten Fossilien ähneln sehr stark denen von Ramapithecus.

## Namensgebung und Erstbeschreibung
Die Bezeichnung der Gattung Sivapithecus verweist auf den Hindu-Gott Shiva, da die ersten Funde in Indien gemacht wurden. Ferner wird Bezug  genommen auf das griechische Wort πίθηκος (altgriechisch ausgesprochen píthēkos: „Affe“). Sivapithecus bedeutet somit sinngemäß „Affe des Gottes Shiva“.
Sivapithecus wurde 1910 von Guy Ellcock Pilgrim erstmals wissenschaftlich beschrieben. Sollten Sivapithecus männliche und Ramapithecus weibliche Individuen der gleichen Art repräsentieren, hätte die Gattungsbezeichnung Sivapithecus Vorrang, da Ramapithecus erst 1934 wissenschaftlich beschrieben wurde.

## Aussehen und Lebensweise
Sivapithecus dürfte die Größe eines Schimpansen, aber im Bau des Gesichtes Ähnlichkeiten mit einem Orang-Utan gehabt haben. Aus der Dicke des Schmelzes der Zähne leitet man ab, dass sich die Individuen dieser Gattung vermutlich vorwiegend von Früchten ernährt haben. Der Körperbau unterhalb des Kopfes lässt auf einen Baumbewohner schließen, der sich vorwiegend auf den Ästen der Bäume fortbewegt hat, aber auch hangeln konnte.
Aufgrund der nur bruchstückhaft überlieferten Fossilien gibt es für Sivapithecus allenfalls grobe Schätzwerte für dessen Hirnvolumen, denen zufolge es Dryopithecus und ähnlich großen Schimpansen entspreche, also vermutlich deutlich weniger als 400 cm³ betragen hat.

## Stammesgeschichtliche Einordnung
Sivapithecus ist im Stammbaum der Menschenaffen vermutlich an einem Ast anzusiedeln, der unterhalb des Astes der afrikanischen Linie (aus der sich Gorillas, Schimpansen und Mensch entwickelt haben) abzweigt. Ein  Verwandter von Sivapithecus scheint der ausgestorbene Riesenprimat Gigantopithecus gewesen zu sein. Von einigen Autoren wird der Gattung eine enge Verwandtschaft zum Orang-Utan zugeschrieben, von anderen Autoren wird diese phylogenetische Nähe angezweifelt.
Über die Anzahl der Arten und die Zuordnung der Fundstücke zu bestimmten Arten herrscht Unklarheit. In der Fachliteratur unterschieden werden insbesondere drei Arten:
- Sivapithecus indicus (ca. 12,7–11,4 Mio. Jahre alt)
- Sivapithecus sivalensis (ca. 11–8,5 Mio. Jahre alt)
- Sivapithecus parvada (ca. 10,1 Mio. Jahre alt, eine sehr große Art)

Sivapithecus indicus und Sivapithecus sivalensis werden von einigen Forschern als einzige Art gedeutet oder zu Equatorius africanus gestellt. Sivapithecus africanus ging zunächst in Kenyapithecus africanus auf und wurde danach ebenfalls als identisch mit Equatorius africanus interpretiert. Sivapithecus simonsi wiederum wird von einigen Forschern als Variante von Sivapithecus sivalensis interpretiert.
Auch wird die Gattung Ramapithecus, die in den 1960er-Jahren irrtümlich als direkter Menschenvorfahr angesehen worden war, manchmal der Gattung Sivapithecus zugerechnet: Einige Forscher deuten Sivapithecus sogar als die männliche Form, Ramapithecus als die weibliche Form der gleichen Art. Die 1934 als Ramapithecus brevirostris bezeichneten Fossilien ähneln zudem so stark den Überresten der bereits 1915 wissenschaftlich beschriebenen Art Dryopithecus punjabicus (deren Funde nach heutiger Einschätzung nicht zur Gattung Dryopithecus passen), weswegen gemäß den internationalen Regeln für die Zoologische Nomenklatur das Epitheton punjabicus Vorrang vor brevirostris habe und die Art demzufolge als Ramapithecus punjabicus zu bezeichnen sei. Sollten diese Fossilien jedoch als eigene Art zu Sivapithecus gehören (was einige Forscher befürworten), müssten sie als Sivapithecus punjabicus bezeichnet werden; alle Namensvarianten kommen in der Fachliteratur vor. Umgekehrt wurde der 1973 in der Türkei entdeckte Sivapithecus alpani 1976 zu Ramapithecus wickeri und schließlich zu Kenyapithecus wickeri gestellt.
Ein seit 1957 aus der Türkei bekannter fossiler Unterkiefer wurde zunächst als Ankarapithecus meteai der zugleich neu definierten Gattung Ankarapithecus zugeordnet, 1980 als Sivapithecus meteai der Gattung Sivapithecus zugeordnet und 1998 – gemeinsam mit anderen Fossilien – wieder als Ankarapithecus meteai eingeordnet.

## Belege
1. ↑  David Pilbeam: New hominoid skull material from the Miocene of Pakistan. In: Nature. Band  295, 1982, S. 32–34, doi:10.1038/295232a0
2. ↑  Guy Ellcock Pilgrim: Notices of new Mammalian genera and species from the Tertieries of India-Calcutta. In: Records of the Geological Survey of India. Band 40, 1910, S. 63–71.
3. ↑  G. Edward Lewis: Preliminary notice of new man-like apes from India. In: American Journal of Science. Serie 5, Band 27, 1934, S. 161–181; doi:10.2475/ajs.s5-27.159.161
4. ↑  Sherry V. Nelson: The Extinction of Sivapithecus: Faunal and Environmental Changes Surrounding the Disappearance of a Miocene Hominoid in the Siwaliks of Pakistan. Brill, Leiden 2003, S. 5–6, ISBN 978-0391042070; Textauszüge
5. ↑  David R. Begun: Planat of Live. Apes. In: Scientific american. August 2003, S. 80
6. ↑  David Bilbeam et al.: New Sivapithecus humeri from Pakistan and the relationship of Sivapithecus and Pongo. In: Nature. Band 348, 1990, S. 237–239, doi:10.1038/348237a0
7. ↑  Michèle E. Morgan et al.: A partial hominoid innominate from the Miocene of Pakistan: Description and preliminary analyses. In: PNAS. Band 112, Nr. 1, 2015, S. 82–87, doi:10.1073/pnas.1420275111
8. ↑  Richard F. Kay: Sivapithecus simonsi, a new species of miocene hominoid, with comments on the phylogenetic status of the ramapithecinae. In: International Journal of Primatology. Band 3, Nr. 2, 1982, S. 113–173, doi:10.1007/BF02693493
9. ↑  Russell H. Tuttle: Apes and Human Evolution. Harvard University Press, 2014, S. 108, ISBN  978-0-674-07316-6
10. ↑  Fiorenzo Facchini: Die Ursprünge der Menschheit. Konrad Theiss Verlag, 2006, S. 63
11. ↑  Davin R. Begun, Erksin Güleç: Restoration of the Type and Palate of Ankarapithecus meteai: Taxonomic and Phylogenetic Implications. In: American Journal of Physical Anthropology. Band 105, 1998, S. 279–314, Volltext (PDF; 713 kB)